# Sex and Manipulations
Pour plus de détails, voir Fiche technique et Distribution.
Sex and Manipulations (The In Crowd) est un film américain réalisé par Mary Lambert, sorti en 2000.

## Fiche technique
- Titre original : The In Crowd
- Titre français : Sex and Manipulations
- Réalisation : Mary Lambert
- Scénario : Mark Gibson et Philip Halprin
- Photographie : Tom Priestley Jr.
- Montage : Pasquale Buba
- Musique : Jeff Rona
- Production : James G. Robinson
- Pays d'origine : États-Unis
- Format : Couleurs - 1,85:1 - Mono
- Genre : Thriller
- Durée : 105 minutes
- Date de sortie : 2000

## Distribution
- Susan Ward : Brittany
- Lori Heuring : Adrien
- Matthew Settle : Matt
- Nathan Bexton : Bobby
- Tess Harper : Dr. Amanda Giles
- Laurie Fortier : Kelly
- Kim Murphy : Joanne
- Jay R. Ferguson : Andy
- A.J. Buckley : Wayne
- Katharine Towne : Morgan
- Charlie Finn : Greg
- Ethan Erickson : Tom
- Erinn Bartlett : Sheila
- Peter Mackenzie : Bob Mead
- Daniel Hugh Kelly : Dr. Henry Thompson